# Commiphora erythraea
Commiphora erythraea là một loài thực vật có hoa trong họ Burseraceae. Loài này được (Ehrenb.) Engl. mô tả khoa học đầu tiên năm 1883.